# Fogo
Fogo (z port. „Ogień”) – wyspa należąca do archipelagu Wysp Podwietrznych, które wchodzą w skład Wysp Zielonego Przylądka. Najbardziej rzuca się w oczy dzięki szczytowi Pico do Fogo, wznoszącemu się na wysokość 2829 m nad poziom morza.

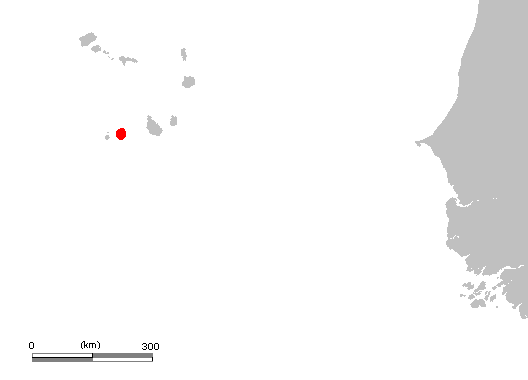
Położenie wyspy względem zachodnich brzegów Afryki.

## Geografia
Fogo leży między wyspami Santiago a Brava. Najbardziej charakterystycznym miejscem jest szeroka na 9 km kaldera, której ściany mają 1 km wysokości. Kaldera ma wyłom na wschodniej krawędzi, a wielki szczyt wyrasta w jej centrum. Środkowy stożek wulkaniczny Pico tworzy najwyższy punkt na wyspie, a jego szczyt jest około 100 m wyższy od otaczających go ścian kaldery. Lawa z wulkanu dotarła do wschodniego wybrzeża wyspy w czasach historycznych.
Fogo ma żyzną ziemię na południowym zachodzie o nachyleniu około 10 do 15 stopni. Północ i wschód są bardziej pochyłe. Cała wyspa jest podwodną górą, zwaną Cadamosto, a otaczający ją ocean osiąga głębokość do 5300 m w odległości 5 km od linii brzegowej. Wyjątkiem jest zachodnia strona, lecz ta jest połączona z inną podwodną górą dalej na zachodzie w Brava. 
Zbocza w północno-wschodniej części są zielone i pokryte trawą przez cały rok. reszta góry jest sucha i jałowa. Strumienie i potoki są wyschnięte przez cały rok, choć Fogo ma największe opady deszczu spośród Wysp Zielonego Przylądka.
Wschodnia część wyspy Fogo zapadła się do oceanu 73 000 lat temu, tworząc fale tsunami o wysokości 170 metrów, które uderzyły w sąsiednią wyspę Santiago. Czas kataklizmu ustalono na podstawie analizy koncentracji izotopu helu 3He w głazach narzutowych.

### Aktywność wulkaniczna

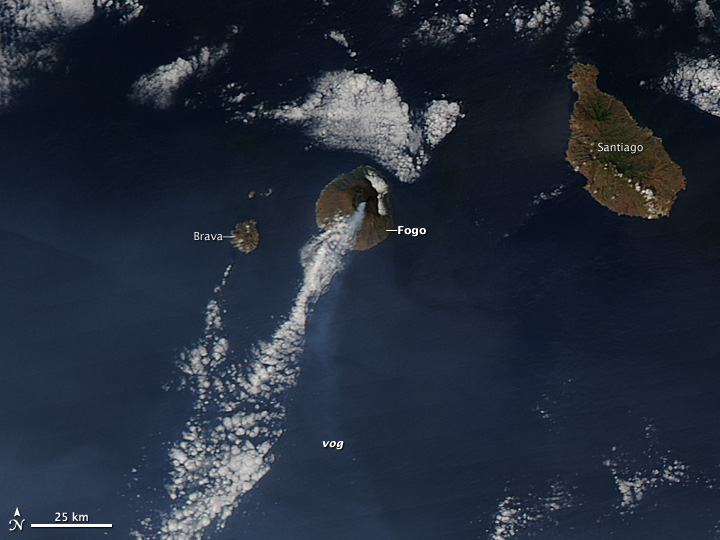
Zdjęcie satelitarne erupcji w 2014

Właściwie cała wyspa jest czynnym wulkanem, który okresowo wzmaga swą aktywność. Mała wioska zwana Chã das Caldeiras leży wewnątrz kaldery u stóp wulkanu, a jej mieszkańcy są okresowo ewakuowani podczas erupcji. W 1680 miała miejsce gwałtowna erupcja wulkanu. Góra była widoczna z odległości setek kilometrów przez kilka lat. W czasie tej erupcji wyspa otrzymała swą nazwę. Słabsza erupcja z 1995 uformowała nowy krater nazwany Pico Pequeno; była dosyć łagodna i mieszkańcy wsi mogli wrócić do domów. Najnowsza erupcja rozpoczęła się 23 listopada 2014 i po dwóch tygodniach 6 grudnia wypływająca lawa zniszczyła wsie Portela i Bangaeira położone w kalderze. 

### Flora

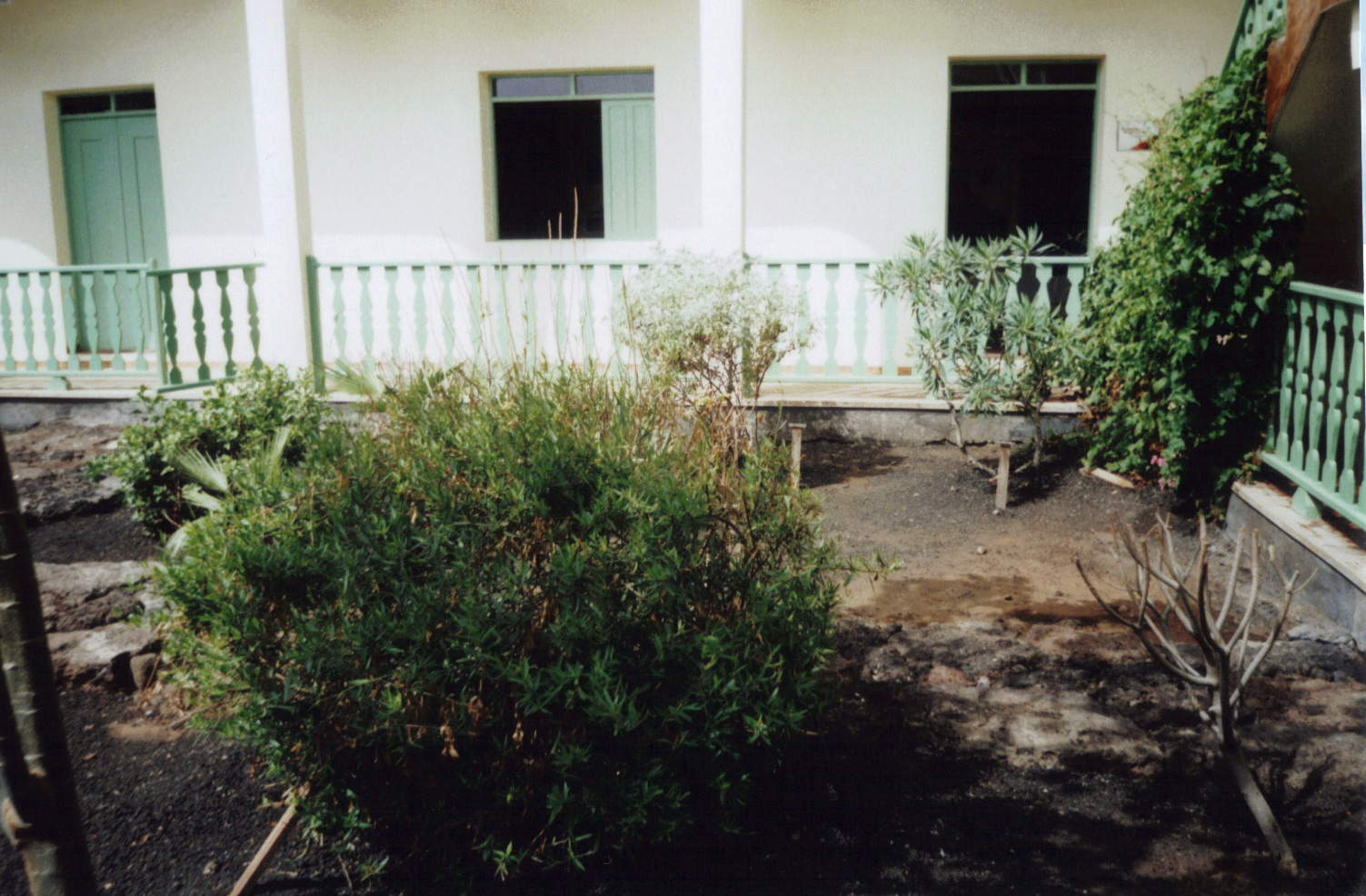
Rośliny endemiczne w ogrodzie Museu Municipal w São Filipe

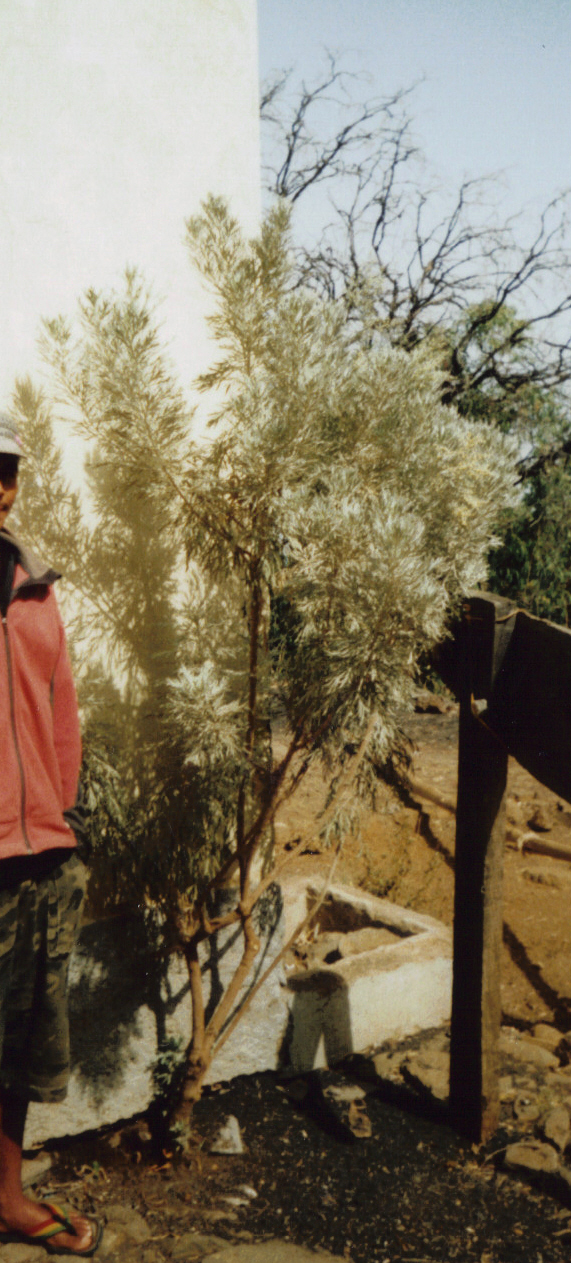
Losna – endemiczna roślina lecznicza.

Na Fogo rosną różne rośliny endemiczne: 
- Cravo-brabo (Erysimum caboverdiana)
- Língua-de-vaca (Echium vulcanorum)
- Losna (Artemisia gorgonum), roślina lecznicza o gorzkim smaku
- Tortolho (Euphorbia tuckeyana)

## Historia
Fogo zostało odkryte w 1460 przez genueńskiego kapitana António Noli i najpierw nazwano ją São Filipe (port. „św. Filip”).
Portugalczycy osiedlili się na wyspie w 1500. Dawniej wykorzystywano na wyspie niewolników. Emigracja rozpoczęła się w 1850, głównie do Ameryki Północnej. Republikański zamach stanu z 5 października 1910 sprowadził z powrotem do Portugalii arystokrację i wielkich posiadaczy ziemskich. Małe muzeum na Fogo wyjaśnia wiele z tych zdarzeń.

## Gospodarka
Gospodarka wyspy opiera się na rolnictwie i rybołówstwie. Głównymi produktami są kawa i wino. Wiele rodzin żyje z pieniędzy przesyłanych przez emigrantów z USA i innych krajów, ponieważ wyspa ma znaczącą diasporę. Wielu emigrantów wysyła trochę pieniędzy swoim krewnym, nawet jeśli wysyłający i odbierający nie znają się osobiście. Turystyka systematycznie staje się coraz bardziej popularna. Wulkan jest główną atrakcją wyspy, choć wielu gości przybywa, by zobaczyć krewnych. Większość gości przybywa do historycznego miasta São Filipe i Chã das Caldeiras w kraterze wulkanicznym.
Głównym miastem wyspy jest São Filipe, w którego pobliżu znajduje się lotnisko. Pierwsze siedliska powstały w latach osiemdziesiątych XV wieku. Wyspa w większości ma rolniczy charakter. Mieści też szkoły, gimnazjum, banki, pocztę, kilka hoteli i place (praças). Budowle na São Filipe mają klasyczną portugalską architekturę kolonialną. Drugim co do znaczenia miastem jest Mosteiros na północnym wschodzie.

## Jednostki samorządowe
- São Filipe
- Mosteiros

## Gminy i osady
| - Achada (Achada Furnas) - Achada Grande - Atalaia - Bangaeira - Chã das Caldeiras - Cova Figueira - Coxo - Curral Grande - Estancía Roque | - Fajãzinha - Figueira Pavão - Fonsaco - Fonte Aleixo - Furna - Galinheiros - Lomba - Monte Grande - Mosteiros | - Patim - Ponta Verde - Ribeira Ilhéu - Salto - Santo António - São Filipe - São Jorge - São Lourenço - Vicente Dias |

## Języki
Tak jak na reszcie Wysp Zielonego Przylądka oficjalnym językiem jest portugalski, ale na co dzień ludzie używają dialektu Fogo, będącego odmianą języka kreolskiego Wysp Zielonego Przylądka.

## Osoby związane z wyspą
- Henrique Teixeira de Sousa
- Ana Procópio
- Pedro Monteiro Cardoso
- Andreino Ginelson Rodrigues